# 152146 Rosenlappin
152146 Rosenlappin è un asteroide della fascia principale. Scoperto nel 2005, presenta un'orbita caratterizzata da un semiasse maggiore pari a 2,3018453 au e da un'eccentricità di 0,2281016, inclinata di 0,30077° rispetto all'eclittica.
L'asteroide è dedicato agli astronomi amatoriali statunitensi Gary Rosenbaum e Terri Lappin.